# Samoset
Samoset – jednostka osadnicza w Stanach Zjednoczonych, w stanie Floryda, w hrabstwie Manatee.